# Loxosceles taino
Loxosceles taino là một loài nhện trong họ Sicariidae.
Loài này thuộc chi Loxosceles. Loxosceles taino được miêu tả năm 1983 bởi Gertsch & Ennik.